# Burgruine Wolfsberg (Obertrubach)
Die Burgruine Wolfsberg ist eine ehemalige hochmittelalterliche Adelsburg hoch über dem Trubachtal oberhalb der gleichnamigen Ortschaft Wolfsberg. Die Ortschaft gehört zur Gemeinde Obertrubach im oberfränkischen Landkreis Forchheim in Bayern.

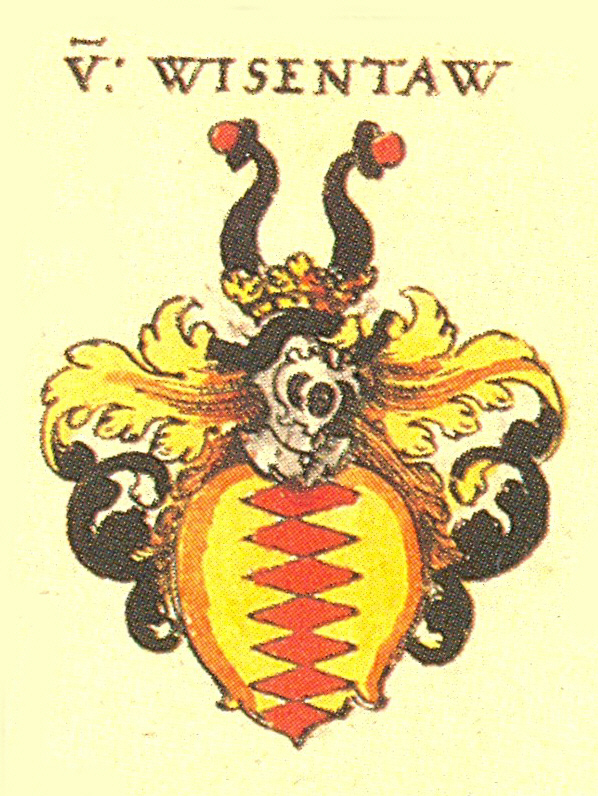
Wappen der Familie von Wiesenthau nach Siebmachers Wappenbuch

Die Oberburg ist jederzeit frei zugänglich und dient als Aussichtspunkt, die Unterburg befindet sich teilweise in Privatbesitz und ist nicht zugänglich.

## Geografische Lage
Die Ruine der Spornburg liegt im Naturpark Fränkische Schweiz-Veldensteiner Forst auf einem sich nach Osten erstreckenden Bergsporn in 436 Meter Höhe, der durch eine natürliche Einsattelung von der Hochfläche im Westen getrennt ist.
Der Bergsporn erstreckt sich vom Trubachtal im Süden zu einem Trockental an der Nordseite des Spornes hin, das in das Trubachtal einmündet.
Erreicht werden kann die Ruine vom Dorf Wolfsberg aus.
Im Trubachtal abwärts kann man die Burg Egloffstein sehen, in entgegengesetzter Richtung befinden sich ein Burgstall in Obertrubach, die Burgruine Bärnfels und die Ruine Leienfels. Südlich davon liegt die Burg Hiltpoltstein.

## Geschichte der Burg
Die Burg Wolfsberg wurde vermutlich um 1150 von den Edelfreien von Wolfsberg erbaut. Die Herren von Wolfsberg sind mit „Gozpold de Wolfesperch“ seit 1169 urkundlich nachweisbar. Es ist davon auszugehen, dass sie dem edelfreien Geschlecht derer von Schönfeld-Gößweinstein entstammten.
Mit dem Aussterben der Herren von Wolfsberg um 1204 kam die Burg an die Herren von Stein, Ministeriale der Bamberger Bischöfe, die sich seit 1244 nach der Burg nannten. Um 1333 kam die Burg durch Kauf an die Herren von Egloffstein. Urkundlich ist 1358 ein „Siboto von Egloffstein“ als Besitzer der Burg nachweisbar.
Seit 1383 wurde die Burg unter den Besitzungen des Bamberger Hochstiftes erwähnt. Unklar ist, wie es dazu kam. Die Burg wurde Sitz eines bischöflichen Amtes und war vom 15. bis zum 17. Jahrhundert immer wieder verpfändet.
Im Süddeutschen Städtekrieg wurde die Burg 1388 zerstört. Erst 1408 erfolgte unter dem Amtmann Albrecht von Egloffstein der Wiederaufbau. Im Bauernkrieg 1525 wurde die Burg erneut zerstört und ab 1547 unter Philipp von Egloffstein wieder aufgebaut.
Letzter Pfandinhaber der Burg war ab 1568 Wilhelm von Wiesenthau. Unter ihm wurde die Burg sehr vernachlässigt, so dass sie beim Heimfall an das Hochstift im Jahre 1609 unbewohnt und verwahrlost war.
Im Dreißigjährigen Krieg kam es 1631 und 1632 durch die Schweden sowie 1633 durch tillysche Reiter und kurbayerische Truppen zu weiteren Zerstörungen.
Im Jahre 1803 fiel die Burg an den bayerischen Staat, der sie leerstehen ließ. 1823 wurde sie für 50 Gulden an den Steinmetz Müller aus Brunn verkauft. Dieser schenkte sie seinem Schwiegersohn, der die Burg abriss und Teil für Teil verkaufte.

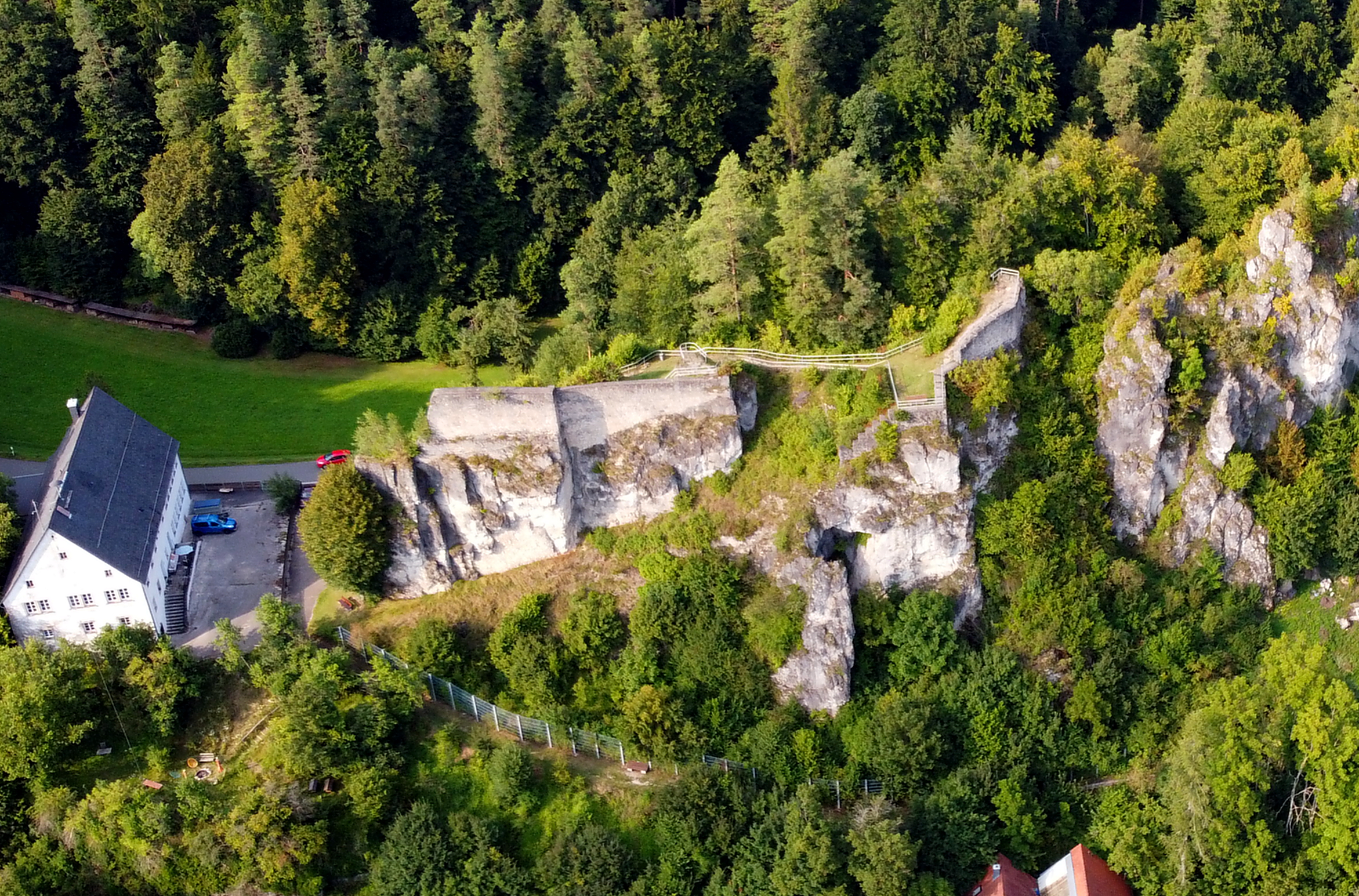
Luftbild der Burgruine Wolfsberg.

## Historische Abbildungen

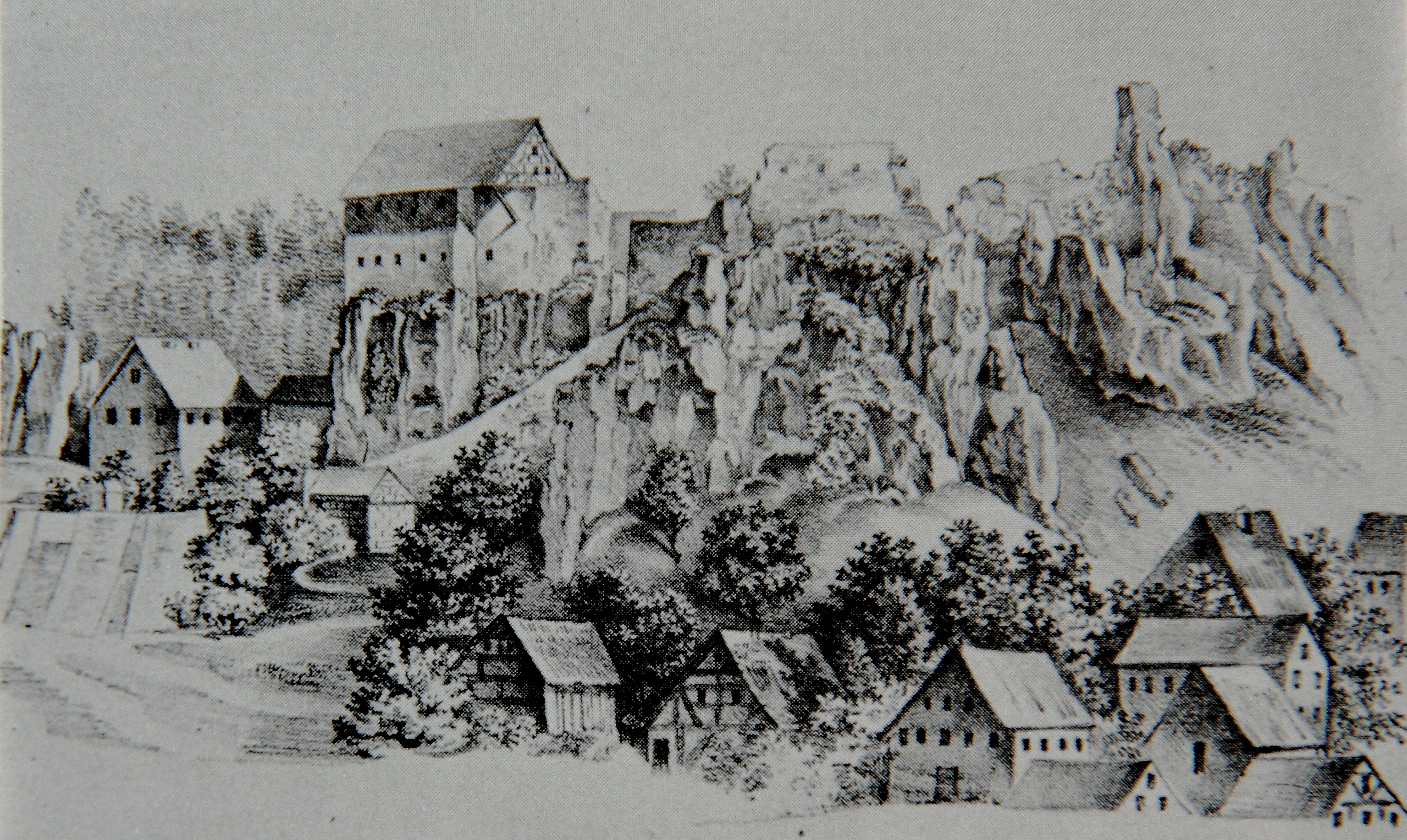
Ansicht der Burgruine Wolfsberg aus südlicher Richtung, um 1809
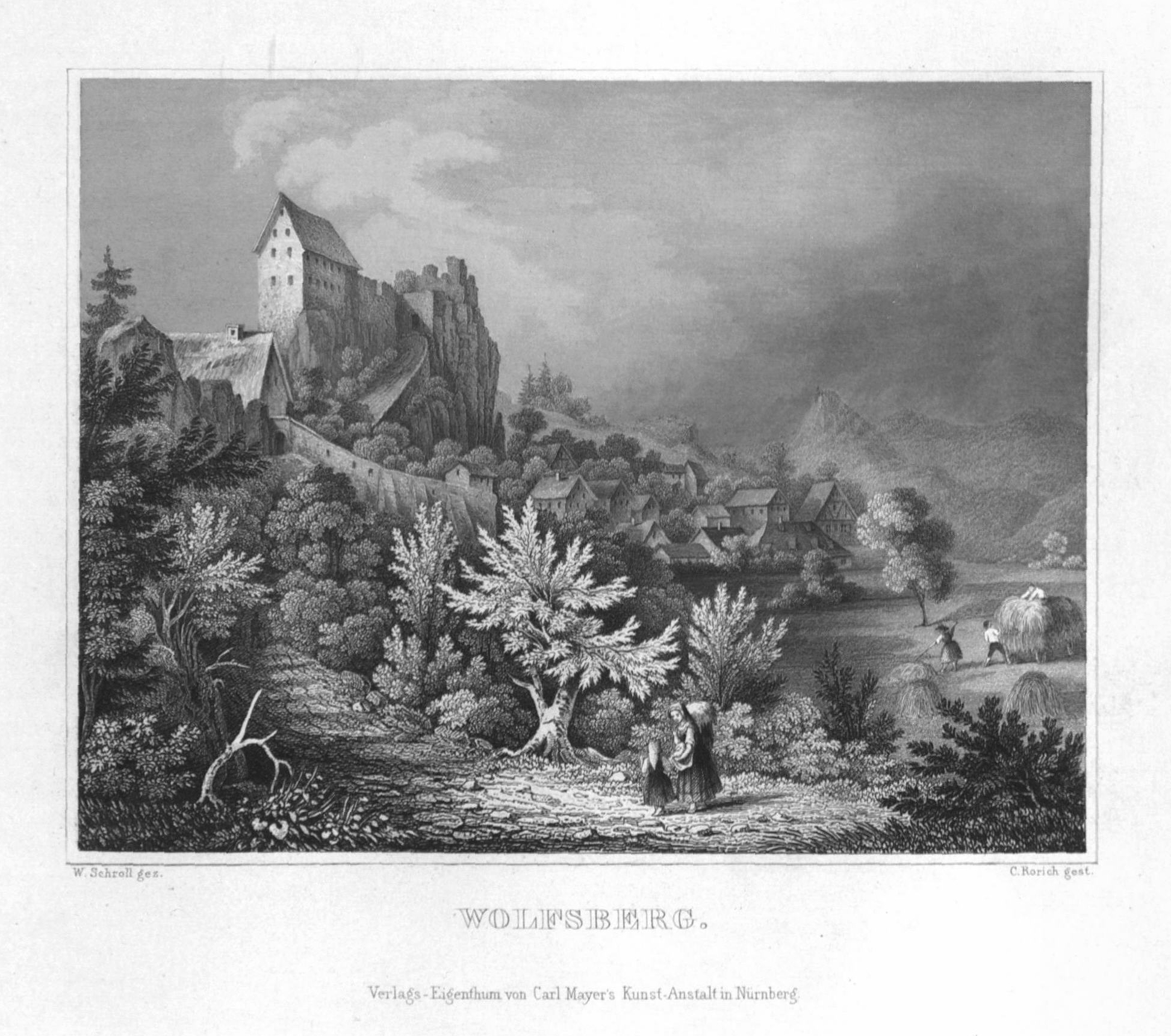
Burgruine Wolfsberg, Stahlstich (1858)